# المهرجان الثقافي الإفريقي الثاني (الجزائر)
المهرجان الثقافي الأفريقي الثاني المهرجان برنامج ثري و متنوع يتميز المهرجان الثقافي الأفريقي الثاني الذي ستحتضنه الجزائر من 5 إلى 20 جويلية 2009 والذي تجرى فعاليته تحت عنوان «افريقيا التجديد والنهضة» ببرنامج نشاطات ثري ومتنوع يشمل الادب والفنون المرئية والموسيقى والمسرح والسينما و التراث.

## تاريخ
أن الجزائر انشات صندوقا خاصا مولته بنحو5,1 مليار دينار جزائري (51 مليون يورو) لبناء حي لنحو 2500 فنان في زرالدة (غرب العاصمة)، بحاجة لثلاثة مليار دينار للتكفل بنفقات المهرجان والتي توفر منها 1,5 مليار دينار (صندوق خاص) على ان يتكفل بالبقية المكلفون الدعاية وستساهم دول أفريقية بالتكفل بنقل الفرق"، وستقام الفعاليات في القاعات وفي الهواء الطلق في الجزائر العاصمة وبومرداس والبليدة وتيبازة وغيرها من مدن شرق البلاد وغربها.

## وصلات خارجية
- الموقع الرسمي للمهرجان